# Canzone logica/Miele
Canzone logica/Miele è un 45 giri di Elisabetta Viviani pubblicato nel 1979 dall'etichetta discografica RCA, l'ultimo dei quattro incisi dalla cantante per questa etichetta.

## I brani
Canzone logica, è una cover italiana del brano The Logical Song dei Supertramp, scritta in origine da Rick Davies e Roger Hodgson. Il brano è stato arrangiato da Roberto Colombo su testo italiano di Franco Migliacci. Fu utilizzato come sigla del programma televisivo Il protagonista.
Miele, scritta da Paolo Dossena e Massimo Guantini, era il lato b del 45 giri.
Del disco esiste anche una versione promo white label.

## Tracce
Lato A
1. Canzone logica – 3:14 (Franco Migliacci, Roberto Colombo, Rick Davies, Roger Hodgsoncon)

Durata totale: 3:14
Lato B
1. Miele – 4:10 (Paolo Dossena, Massimo Guantini)

Durata totale: 4:10